# Paul Kray von Krajowa
Paul Kray von Krajowa (Kežmarok, 5 febbraio 1735 – Budapest, 19 gennaio 1804) è stato un generale austriaco che raggiunse il grado di Feldzeugmeister.

## Biografia
Studiò a Banská Štiavnica e a Vienna ed entrò nell'esercito asburgico all'età di 19 anni. Giunse ben presto al grado di maggiore, ma ci vollero molti anni prima che potesse mettersi in luce. Nel 1784 represse a Siebenbürgen la rivolta dei Valacchi.
Nella Guerra ottomano-asburgica 1787-1791 si distinse a Porcseny e al Passo di Vulcan.
Nel 1790 fu nominato maggior generale e comandò l'avanguardia dell'esercito austriaco nei Paesi Bassi.
Nel 1796 combatté la battaglia di Wetzlar contro le truppe francesi al comando del generale Jean-Baptiste Kléber e contribuì molto alle vittorie austriache di Amberg e  Würzburg sotto il comando del generale principe Karl Philipp zu Schwarzenberg.
Nel 1797 combatté con minor successo le battaglie di Gießen e quella davanti a Francoforte sul Meno.
Nel 1799 assunse il comando dell'armata austro-ungarica in Italia ove affrontò con successo l'armata francese del generale Schérer, riportando una serie di vittorie a Pastrengo, Verona, Magnano e a Legnago, occupando  successivamente la città di Mantova.
Il 15 agosto prese parte alla battaglia di Novi, nello schieramento del generalissimo russo Suvorov, contro i francesi comandati dai generali Joubert (che perse la vita nello scontro) e Moreau, battaglia che si concluse con la vittoria austro-russa.
Nel 1800 in Germania subentrò nel comando delle truppe austriache all'arciduca Carlo ma non ebbe successo. La sconfitta di Höchstädt contro i francesi del generale Moreau lo costrinse alla ritirata verso il fiume Inn e l'armistizio di Parsdorf del 15 luglio segnò la fine della sua carriera.